# Давидсон, Александр Григорьевич
Александр Григорьевич Давидсон (24 сентября 1912 — 25 марта 1978) — советский, российский и украинский киноактёр, кинорежиссёр и сценарист.

## Биография
Окончил Театральную студию Юрия Завадского (1931). Театральный актёр и режиссёр в Ташкенте, Одессе, Ростове-на-Дону.
С 1939 года — в кинематографе.
В 1939 году работал на Киевской киностудии, с 1943 — режиссёр киностудий Мосфильм, Свердловской киностудии, Таджикфильма.
Похоронен на Донском кладбище.

## Фильмография

### Актёр
- 1941 — Богдан Хмельницкий — Лентовский

### Режиссёр
- 1961 — Зумрад —  в (1962) награждён Дипломом за лучший художественный фильм на смотре кинематографий республик Средней Азии и Казахстана.
- 1964 — До завтра
- 1967 — Там, где длинная зима

### Сценарист
- 1961 — Зумрад
- 1964 — До завтра

### Прочее
- 1944 — Иван Никулин — русский матрос
- 1947 — Весна